# Plavna (Negotin)
Pour les articles homonymes, voir Plavna.
Plavna (en serbe cyrillique : Плавна) est un village de Serbie situé dans la municipalité de Negotin, district de Bor. Au recensement de 2011, il comptait 833 habitants.

## Démographie

### Évolution historique de la population
| 1948  | 1953  | 1961  | 1971  | 1981  | 1991  | 2002 | 2011 |
| ----- | ----- | ----- | ----- | ----- | ----- | ---- | ---- |
| 1 852 | 1 866 | 1 804 | 1 641 | 1 466 | 1 127 | 953  | 833  |

|  |